# Golden Centennaires
Die Golden Centennaires (Frankokanadischer Name Paladins du Centenaire) waren ein Kunstflug-Team der Royal Canadian Air Force (RCAF), das im Jahr 1967 Kunstflugvorführungen während des Canadian Centennial durchführte. Das Team wurde extra für diese Feierlichkeiten gegründet. Das Canadian Centennial war eine einjährige Feier mit der Kanada 1967 das 100. Gründungsjahr der kanadischen Konföderation feierte.

## Geschichte
Das Team wurde von Wing Commander Owen Philp kommandiert und stellte eine Kunstflugformation mit sechs Flugzeugen die im Wechsel mit zwei Solo-Flugzeugen ihre Show zeigten. Die eingesetzten Flugzeuge waren Canadair CL-41 und in den Farben Blau und Gold lackiert.
Die Golden Centennaires gaben 103 Shows in Kanada, einschließlich der Eröffnungs- und Abschlusszeremonie der Expo 67 in Montreal, sieben Shows in den Vereinigten Staaten und zwei Shows in den Bahamas. Das Team wurde nach der letzten Show aufgelöst, aber die Flugzeuge wurden ein paar Jahre später verwendet, um unter Wing Commander Owen Philp die Snowbirds, Kanadas aktuelles Kunstflugteam, zu bilden.
Begleitend zu den Goldenen Centennaires wurden eine Avro 504, ein CF-104 Starfighter und ein CF-101 Voodoo eingesetzt. Alle diese Flugzeuge haben Flugshows an den Centennial Feier durchgeführt.